# لی دلاریا
لی دلاریا (انگلیسی: Lea DeLaria؛ زادهٔ ۲۳ مهٔ ۱۹۵۸) یک هنرپیشه اهل ایالات متحده آمریکا است.
او در فیلم الاغ وارونه بازی کرده‌است.